# Sven Jonasson
Sven Gunnar Jonasson (Borås, 9 de julho de 1909 — Varberg, 17 de setembro de 1984) foi um futebolista sueco. Ele competiu na Copa do Mundo FIFA de 1934, sediada na Itália.

## Títulos
Elfsborg
- Allsvenskan: 1935–36, 1938–39, 1939–40

### Artilharias
- Allsvenskan de 1933–34 (20 gols)
- Allsvenskan de 1935–36 (24 gols)

### Recordes
- Maior artilheiro da Allsvenskan: 252 gols em 409 jogos